# 1925 au théâtre
| Années du théâtre : 1922 - 1923 - 1924 - 1925 - 1926 - 1927 - 1928    |
| Décennies du théâtre : 1890 - 1900 - 1910 - 1920 - 1930 - 1940 - 1950 |

Cet article présente les faits marquants de l'année 1925 au théâtre.

## Événements
- Fondation du Cercle Molière, plus ancienne compagnie théâtrale permanente du Canada.

## Pièces de théâtre représentées

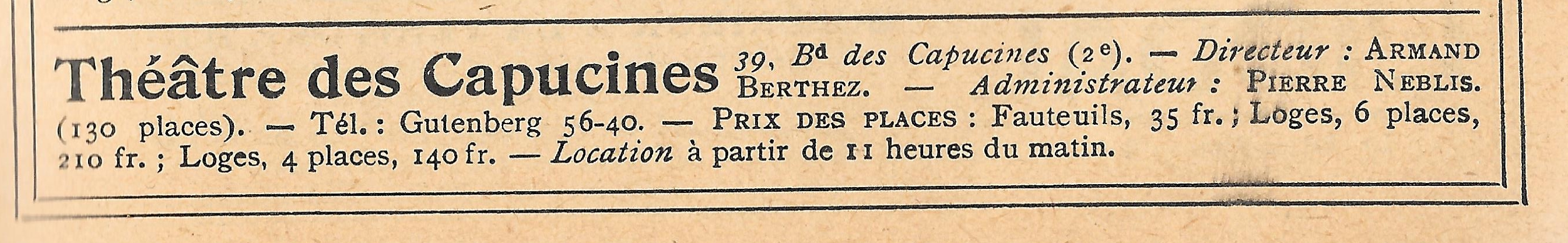
Prix des places au Théâtre des Capucines en 1925.

- 7 janvier : Le prince charmant ou L'école du piston  de Tristan Bernard, Théâtre Michel.
- 15 avril : Les Marchands de gloire de Marcel Pagnol et Paul Nivoix, Théâtre de la Madeleine
- 19 avril : Quand on est trois, comédie musicale de Pierre et Serge Veber, musique de Joseph Szulc (théâtre des Capucines).
- On ne joue pas pour s'amuser de Sacha Guitry, théâtre Édouard VII
- Les Zouaves de Bernard Zimmer (théâtre de l'Atelier)

## Naissances
- 14 janvier : Jean Gillibert, psychanalyste et dramaturge français.
- 17 mars : Yulia Borisova, comédienne russe.
- 21 mars : Peter Brook, metteur en scène britannique
- 4 juillet : Jacques Fabbri, pseudonyme de Jacques Fabbricotti, acteur et réalisateur français.
- 26 juillet : Robert Hirsch, comédien français.
- 27 août : Darry Cowl, de son vrai nom André Darricau, musicien et comédien français.
- 30 septembre : Vera Vassilieva, actrice au Théâtre académique de la Satire de Moscou.
- 6 novembre : Michel Bouquet, comédien français.
- 27 décembre : Michel Piccoli, comédien français.